# Camel
|  | Per a altres significats, vegeu «Camel (grup de música)». |

Camel o Camel tobacco és una marca de cigarrets fundada en 1913 per R.J. i P.E.L.G Reynolds Tobacco i pertanyent al grup JT (Japan Tobacco Inc.) que és el tercer fabricant de tabac més important del món. Centra la seua producció en la fabricació de cigarrets de tabac ros procedent de Turquia i Virgínia (Estats Units).